# Halvbusk
En halvbusk eller en kamæfyt er en flerårig plante, som forvedder på de nederste dele af grenene, men som kun har urteagtige étårsskud. Disse planter er ganske lave (under en halv meter), men overvintrer med grene og knopper over jorden.
På den måde står halvbusken mellem den flerårige, urteagtige plante (stauden) og den egentlige busk. De urteagtige dele dør væk i løbet af vinteren, og under hårde vintre vil alle overjordiske dele visne ned. Om foråret skyder planten altså frem enten fra de levende, overjordiske skud eller fra de underjordiske dele. Blomster og frugter dannes oftest på de enårige skud.

## Eksempler
Vigtige eksempler på halvbuske findes i maki og garrigue, som begge er tørre vegetationer fra Middelhavsområdet og tilsvarende egne i andre verdensdele. Her kan f.eks. nævnes
- Have-Timian
- Hedelyng
- Prikbladet Perikon
- Rosmarin
- Ægte Edelweiss